# Pogoniulus
Pogoniulus is een geslacht van vogels uit de familie Lybiidae (Afrikaanse baardvogels).

## Soorten
Het geslacht heeft tien soorten:
- Pogoniulus atroflavus – Roodstuitketellapper
- Pogoniulus bilineatus – Geelstuitketellapper
- Pogoniulus chrysoconus – Geelvoorhoofdketellapper
- Pogoniulus coryphaea – Geelrugketellapper
- Pogoniulus leucomystax – Witsnorketellapper
- Pogoniulus pusillus – Zuidelijke roodvoorhoofdketellapper
- Pogoniulus scolopaceus – Gespikkelde ketellapper
- Pogoniulus simplex – Groene ketellapper
- Pogoniulus subsulphureus – Geelkeelketellapper
- Pogoniulus uropygialis – Noordelijke roodvoorhoofdketellapper